# 安徽 (小惑星)
安徽 (アンホイ / あんき、2162 Anhui) は、小惑星帯の小惑星。
1966年に中国・南京市の紫金山天文台で発見された。

## 名称
中国の安徽省に因んで名づけられた。
命名は1980年2月の小惑星回報で公表された。このとき同時に、紫金山天文台が発見した小惑星に対して (2085) 河南、(2169) Taiwan、(2184) Fujian、(2185) Guangdongの命名が行われている。